# Finance Watch
 (novembre 2015).
Finance Watch est une organisation non gouvernementale européenne, dont la vocation est « de contrebalancer le lobby de l’industrie financière ». L'objet officiel de l'association est « de renforcer la voix de la société et de la faire peser dans les réformes nécessaires de la réglementation financière. Implantée à Bruxelles, elle est active tant au niveau européen qu’auprès des États-membres et a pour membres les principaux syndicats européens (CGT, CFDT, DGB, Verdi, etc.) ainsi que de nombreuses associations à vocation politique ou sociale (Attac, Secours catholique, etc.).

## Création
L'association est créée le 30 juillet 2011 sous l’impulsion du député écologiste Pascal Canfin et de Michel Santi[réf. nécessaire], rejoint par des députés européens de différents partis européens : ALDE, PPE, le Groupe des Verts-ALE, GUE/NGL et S&D). 
Cet appel à agir a été signé par 140 autres élus à travers toute l’Europe. S’en sont ensuivi plusieurs mois de travail de consultation et d’élaboration d’un projet, financés par les députés à l’initiative du projet, qui ont abouti le 30 juillet à l’assemblée générale fondatrice de Finance Watch. Ieke Van den Burg, une ancienne députée européenne, a été nommée présidente du conseil d’administration et Thierry Philipponnat, ancien banquier et cadre d’Amnesty International France, a été nommé premier secrétaire général. En janvier 2017, Benoît Lallemand a été nommé secrétaire général.
Elle vise à médiatiser les arguments découlant de l’intérêt général auprès des politiques et des citoyens, et de les mobiliser comme contrepoids aux intérêts privés des lobbies de l’industrie financière».

## Activités
Le département de la recherche a pour tâche d’analyser en profondeur la réglementation financière et de formuler des recommandations ou des amendements. Le département des relations publiques communique ensuite ces propositions aux décideurs politiques. Parallèlement, il organise des campagnes avec des organisations membres de Finance Watch qui partagent les mêmes points de vue. Le département de la communication, quant à lui, s'occupe de la relation avec le grand public. Parmi les exemples de dossiers sur lesquels Finance Watch est actif, on peut citer les législations en matière de fonds propres (Bâle III-CRD IV), de structure des banques (le rapport Liikanen, la loi bancaire française), de trading à haute fréquence, de spéculation sur les matières premières et alimentaires ou encore la protection des petits investisseurs. Finance Watch met également sur pied des conférences au sujet de la réglementation financière, permettant un débat ouvert entre les différentes parties prenantes sur les enjeux des réformes du secteur.

## Structure et financement
Finance Watch est une association internationale sans but lucratif (AISBL) de droit belge, dont les membres se répartissent en deux catégories : les personnes privées et les organisations indépendantes. Celles-ci incluent syndicats, organisations non gouvernementales, associations de consommateurs, instituts de recherche et associations d’épargnants individuels. Chaque membre dispose d’un poids égal lors de l’assemblée générale. Le processus d’adhésion requiert l’aval d’un comité de transparence auquel tant les membres privés que les associations doivent prouver leur indépendance vis-à-vis de l’industrie financière. De plus, les membres individuels doivent apporter la preuve d’une expérience et d’un niveau d’expertise suffisants. Les membres doivent organiser au moins une Assemblée générale par an. Pendant le reste de l’année, celle-ci est représentée par le conseil d’administration. Le conseil d'administration se compose de huit membres, dont six élus par l'assemblée générale en son sein (quatre organisations membres et deux membres individuels) ainsi que deux administrateurs indépendants (« personnalités extérieures »).
Composition du conseil d’administration de Finance Watch (Mai 2024) :
- Président: Marek Hudon, Université Libre de Bruxelles, Belgium
- Vice-présidente: Deepa Govindarajan Driver
- Trésorier: Andrea Baranes (Fondazione Finanza Etica)
- Sorcha Edwards, Housing Europe
- Alexandra Andhov, University of Copenhagen
- Laurène Collard, Centre des Jeunes Dirigeants
- Nadine Strauss, University of Oxford
- Patricia Suárez, ASUFIN (Asociación de Usuarios Financieros)

Le budget de l’organisation dépend en grande partie du soutien de l’Union européenne et de plusieurs fondations caritatives : Fondation Adessium, la Fondation pour le progrès de l'Homme, Friedrich-Ebert-Stiftung, Better Markets, Open Society Initiative for Europe, en plus des dons individuels et des frais et contributions des membres.

## Principes
La mission de Finance Watch est « de renforcer la voix de la société et de la faire peser dans les réformes nécessaires de la réglementation financière. Il s’agit de médiatiser les arguments découlant de l’intérêt général auprès des politiques et des citoyens, et de les mobiliser comme contrepoids aux intérêts privés des lobbies de l’industrie financière ».
Finance Watch agit selon les six principes suivants, extraits de ses statuts :
1. L’industrie financière – dans sa fonction d’allocation du capital et de fourniture de services financiers aux acteurs économiques - occupe une place centrale dans notre société, à forte dimension d’intérêt général.
2. Le rôle essentiel du système financier est d’allouer le capital à un usage productif de manière transparente et durable.
3. L’objet de la finance est de servir l’économie réelle. La situation où l’économie devient subordonnée à la fonction financière doit être rejetée car destructrice des structures économiques et sociales.
4. La rentabilité constitue à la fois un objectif légitime et une condition nécessaire à la pérennité des institutions financières, mais la recherche de cette rentabilité ne doit pas être conduite au détriment de l’intérêt général.
5. Le transfert du risque de crédit à l’ensemble de la société n’est pas acceptable.
6. L’objectif général de Finance Watch est une organisation économique de la société où le besoin de l’économie réelle d’accéder au capital et aux services financiers serait satisfait de façon durable, équitable et transparente.

Le slogan de Finance Watch est : « La Finance dirige le monde. Changeons. Dirigeons la Finance ».